# Malý Vápenný
Malý Vápenný (687 m n. m., německy Kleiner Kalkberg) je vrch v okresu Liberec, v Libereckém kraji. Leží asi 1,5 km zjz. od obce Kryštofovo Údolí na příslušném katastrálním území a území obce Zdislavy. Je součástí Přírodního parku Ještěd.

## Geomorfologické zařazení
Vrch náleží do celku Ještědsko-kozákovský hřbet, podcelku Ještědský hřbet, okrsku Kryštofovy hřbety, podokrsku Vápenný hřbet a části Zdislavskošpičácký hřbet.

## Přístup
Automobilem lze nejblíže přijet do Kryštofova údolí, Noviny či Zdislavy. Přes vrchol vede červená turistická značka.